# Erwin Koeman

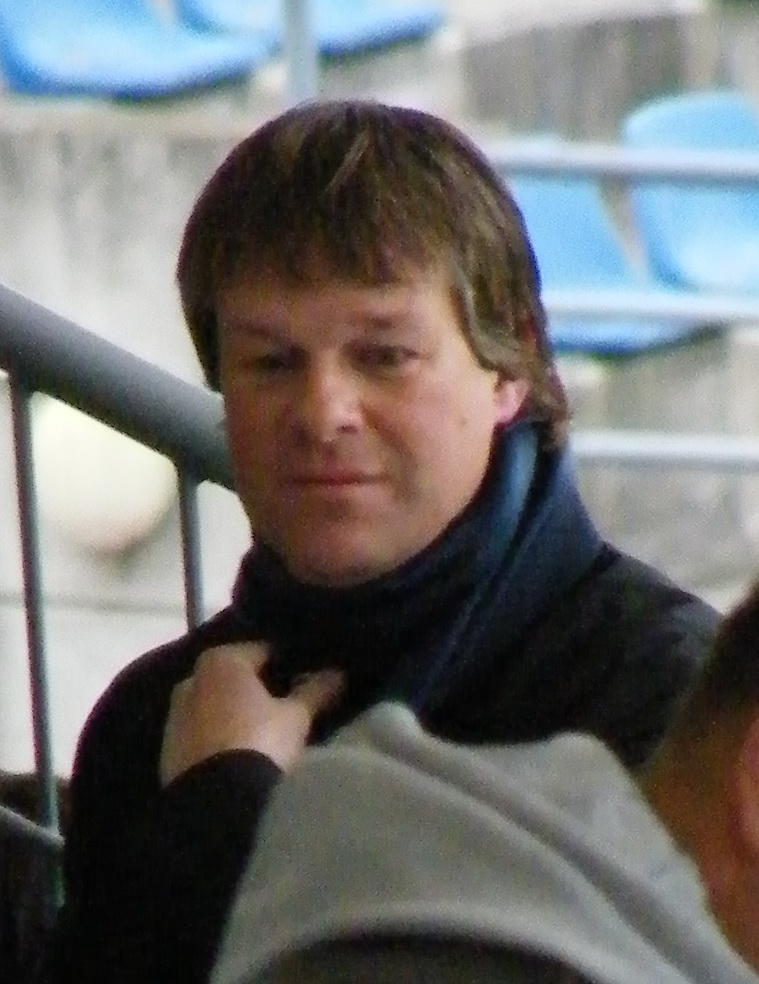

Erwin Koeman (pronunție în neerlandeză [ˈɛrʋɪn ˈkumɑn]; n. 20 septembrie 1961, Zaandam, Țările de Jos) este un antrenor de fotbal și a fost fotbalist neerlandez. Este fiul fostului internațional neerlandez Martin Koeman. Are un frate mai tânăr, Ronald Koeman, și el fost internațional. Toată familia Koeman a jucat în  Eredivisie pentru Groningen. Fiul lui Koeman, Len, este la rândul lui fotbalist la echipa de juniori Helmond Sport.

## Club/cariera de antrenor
Koeman a jucat la Groningen, KV Mechelen (unde a câștigat Belgian League în 1989 și Cupa Cupelor ediția 1987–88) și PSV Eindhoven cu care a câștigat Eredivisie în 1990-91 și 1991-92.
Cariera de fotbalist a terminat-o la Groningen în 1998 devenind apoi antrenor de juniori la PSV. În octombrie 2001 a fost promovat secundul lui Eric Gerets, în sezonul 2004-05 devenind antrenor principal la RKC Waalwijk. A condus echipa RKC un sezon, după care a trecut la Feyenoord Rotterdam. În martie 2006 a extins contractul până în 2009 cu Feyenoord Rotterdam, însă la 3 mai 2007, Koeman și-a anunțat demisia din cauza problemelor de motivare a echipei, după un sezon ratat în Eredivisie, unde Feyenoord a terminat pe un dezamăgitor loc 7.
La 1 mai 2008 Erwin Koeman a devenit selecționerul echipei naționale a Ungariei, debutul pe bancă fiind făcut la 24 mai cu o victorie contra Greciei care era deținătoarea titlului european (Euro 2004).

## Cariera internațională
Koeman a fost un mijlocaș al naționalei de fotbal a Olandei care a câștigat Euro '88 și care a dezamăgit la Campionatul Mondial de Fotbal 1990. În total, Erwin Koeman a fost selecționat de 31 ori, marcând peste zece goluri între 1983 și 1994.

## Palmares

### Club
Mechelen
- Prima Ligă Belgiană: 1988–89
- Cupa Belgiei: 1986-87
- Cupa Cupelor UEFA: 1987-1988
- Supercupa Europei: 1988

PSV Eindhoven
- Eredivisie: 1990–91, 1991–92
- Supercupa Olandei: 1992

### Internațional
Olanda
- Campionatul European de Fotbal: 1988